# Titel (sport)
Met een titel in de sport wordt veelal een kampioenschap bedoeld. Zo kan een sporter (of sportploeg) bijvoorbeeld de nationale of wereldtitel verdedigen, is er sprake van een titelstrijd en worden voormalige kampioenen aangeduid als titelhouders. De term titel wordt nog in diverse andere contexten gebruikt.